# Declan
Declan  è un nome proprio di persona irlandese e inglese maschile.

## Varianti
- Irlandese: Deaglán[2]

## Origine e diffusione
Si tratta di una forma anglicizzata del nome irlandese Deaglán, risalente all'antico irlandese Declán; l'esatta etimologia è ignota, ma alcune fonti propongono una derivazione dai termini deagh ("buono") e lán ("pieno"), col possibile significato di "pieno di bontà". 
Questo nome venne portato da un santo del V secolo, missionario tra i Déisi; negli Stati Uniti, la sua popolarità è aumentata grazie ai protagonisti dei film The Jackal (1997) e Una proposta per dire sì (2010), entrambi chiamati così.

## Onomastico
L'onomastico si festeggia il 24 luglio in memoria di san Declan ("Declano" nelle fonti italiane), primo vescovo di Ardmore. Un altro santo con questo nome, convertito da san Bonifacio e quindi evangelizzatore tra i popoli germanici nell'VIII secolo, è ricordato in data 1º dicembre.

## Persone

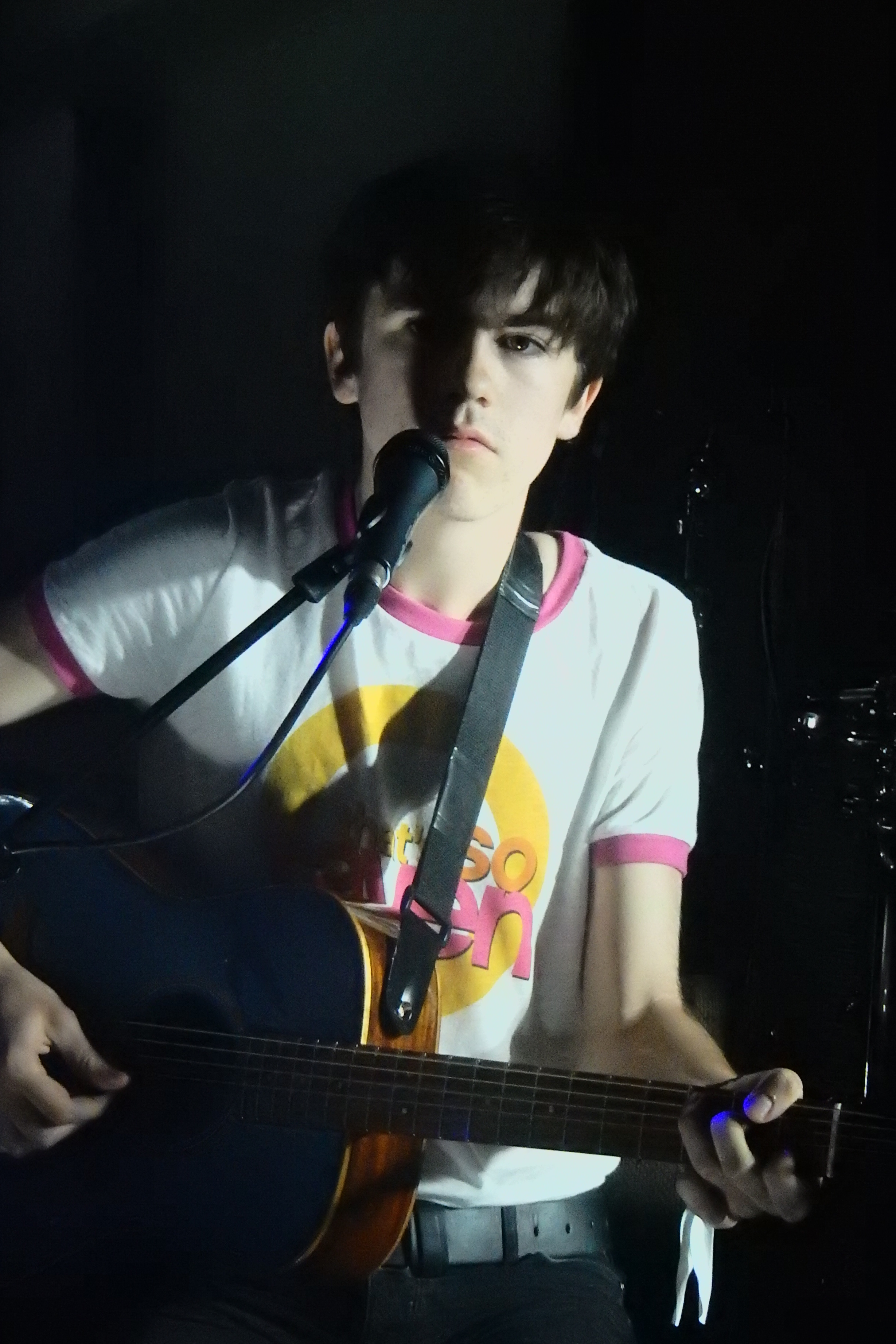
Declan McKenna

- Declan Bennett, attore e cantante britannico
- Declan Donnellan, regista britannico
- Declan Galbraith, cantante britannico
- Declan Hill, giornalista, accademico e consulente canadese
- Declan Kidney, allenatore di rugby a 15 e docente irlandese
- Declan McKenna, cantautore e musicista britannico
- Declan O'Brien, regista, sceneggiatore e produttore cinematografico statunitense
- Declan Quinn, direttore della fotografia statunitense
- Declan Rice, calciatore inglese